# Dębowiec (Częstochowa)
Pour les articles homonymes, voir Dębowiec.
Dębowiec (prononciation : [dɛmˈbɔvjɛt͡s]) est une localité polonaise de la gmina de Poczesna, située dans le powiat de Częstochowa en voïvodie de Silésie. Elle est située à environ 9 kilomètres (6 mi) à l'est de Poczesna, 15 km au sud-est de Częstochowa et 53 km au nord de la capitale régionale, Katowice.